# Chiesa della Santissima Trinità (Savona)
La chiesa della Santissima Trinità è un moderno edificio religioso che sorge in località Chiavella, nel comune di Savona.

## Caratteristiche

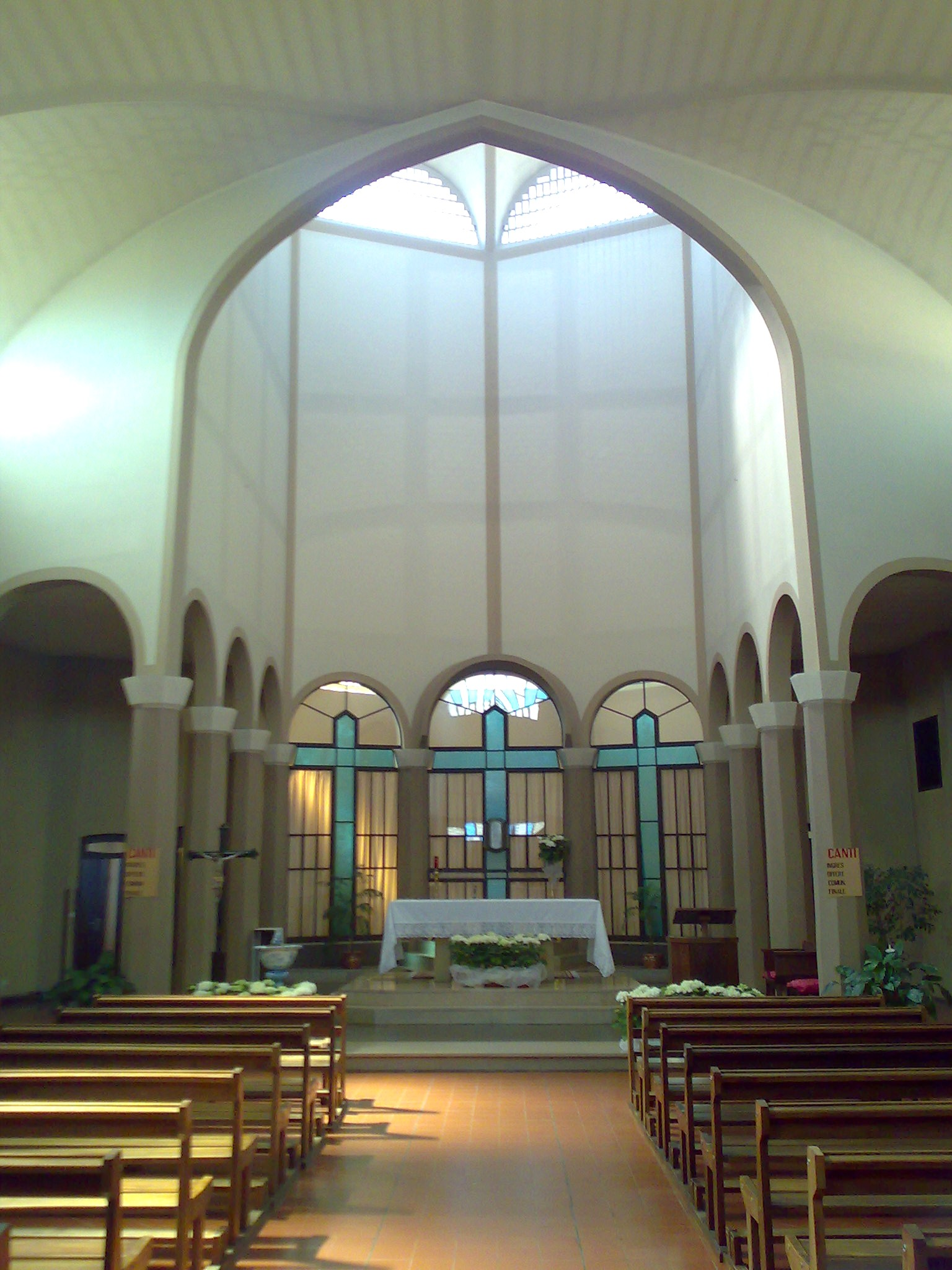
L'interno

La chiesa fu costruita nel secondo dopoguerra a causa dell'espandersi in quegli anni di quartieri popolari lungo la collina della Rocca di Legino. L'edificio è privo di un vero e proprio campanile e pur avendo uno stile architettonico molto moderno, riprende al suo interno la pianta classica di una chiesa a navata unica con cupola leggermente accennata sul presbiterio.

## Storia
La chiesa è stata inaugurata l'8 dicembre 1963.